# Кобилочочка серамська
Кобилочочка серамська (Locustella musculus)  — вид горобцеподібних птахів родини кобилочкових (Locustellidae). Ендемік Індонезії. Раніше вважався підвидом каштанового куцокрила, однак у 2020 році був визнаний окремим видом.

## Поширення і екологія
Серамські кобилочки є ендеміками острова Серам в групі Молуккських островів. Вони живуть в бамбуковому і чагарниковому підліску вологих гірських і рівнинних тропічних лісів Lithospermum і Castanopsis, а також Shorea, Agathis, Dacrydium, з великою кілістю моху і папоротей. Живляться комахами.